# Balclutha nicolasi
Balclutha nicolasi är en insektsart som beskrevs av Lethierry 1876. Balclutha nicolasi ingår i släktet Balclutha och familjen dvärgstritar. Inga underarter finns listade i Catalogue of Life.